# سان دييغو تشارجرز
لوس انجليس تشارجرز (بالإنجليزية: Los Angeles Chargers) 
نادي كرة قدم أمريكية من مدينة سان دييغو، جنوب ولاية كاليفورنيا، الولايات المتحدة. تأسس عام 1960 في مدينة لوس انجلوس قبل أن يتحول جنوباً إلى مدينة سان دييغو.يلعب في دوري كرة القدم الأمريكية، في قسم AFC الغربي. يعتبر ملعب كوالكم هو ملعب الفريق.

## تاريخ الفريق

### التأسيس
تأسس الفريق في مدينة لوس أنجلوس سنة 1960 وبعد سنتين انتقل الفريق إلى مدينة سان دييغو سنة 1962 إلى حد يومنا هذا ويسمى باسم المدينة سان دييغو تشارجرز.

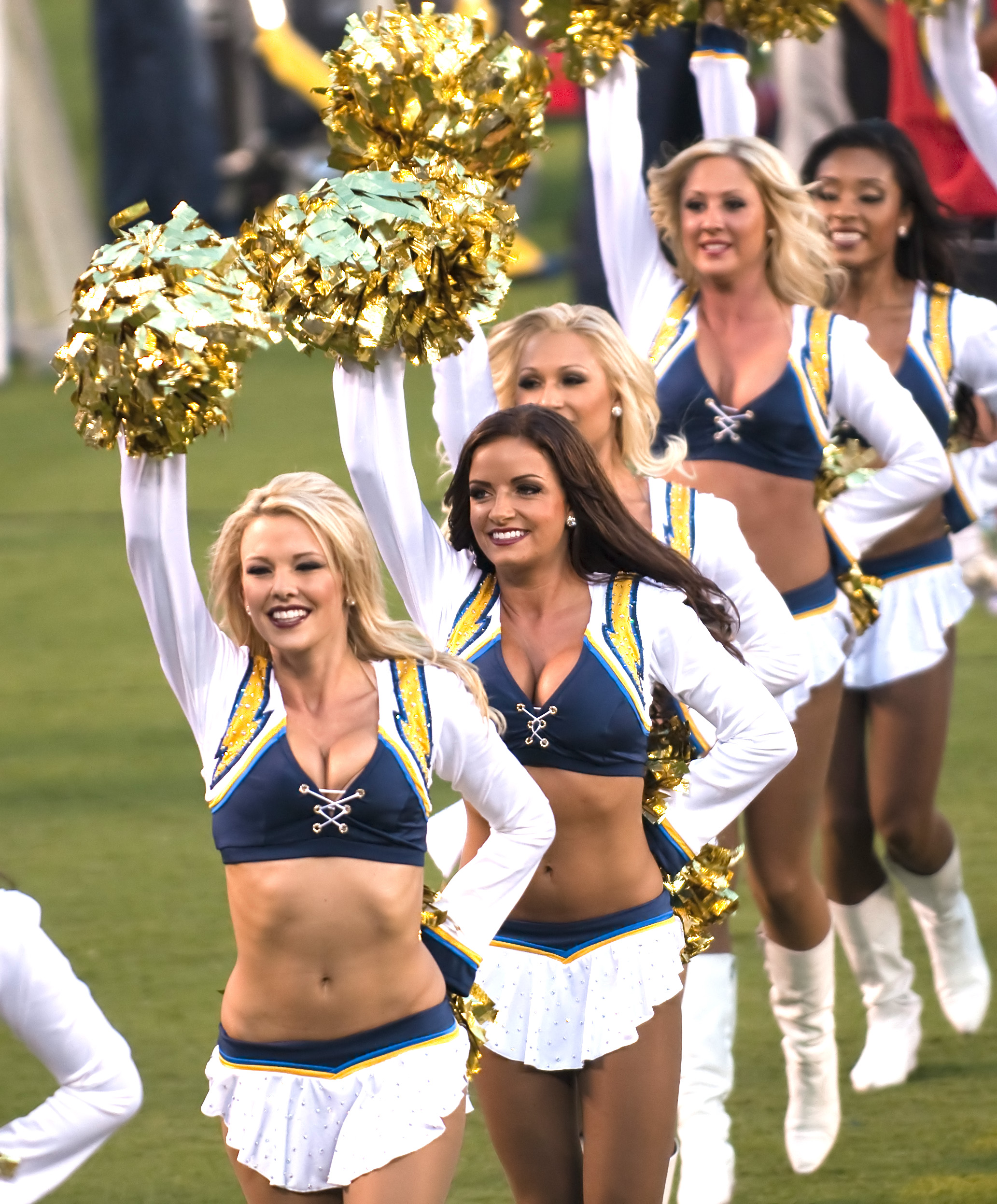
صورة لمشجعات الفريق قبل بداية المباراة

### الملعب
يلعب الفريق في ملعب كوالكوم (بالإنجليزية: Qualcomm Stadium). بني الملعب سنة 1965 وهو ملك لمدينة سان دييغو. يتسع الملعب لاكثر من 70,500 متفرج تكلفة بنائه تجاوزت 27 مليون دولار أمريكي في وقتها أو ما يساوي 188 دولار أمريكي حاليا والملعب له لقب هو (بالإنجليزية: The Q) من قبل مشجعين الفريق. يرتدي الفريق اللون الأزرق والأبيض والأصفر الذهبي.